# IC 4265
IC 4265 је спирална галаксија у сазвјежђу Хидра која се налази на листи објеката дубоког неба у Индекс каталогу.
Деклинација објекта је - 25° 45' 56" а ректасцензија 13h 30m 22,9s. Привидна величина (магнитуда) објекта IC 4265 износи 14,7 а фотографска магнитуда 15,5. IC 4265 је још познат и под ознакама ESO 509-34, PGC 47456.